# Makato (Aklan)
Makato is een gemeente in de Filipijnse provincie Aklan in het noordwesten van het eiland Panay. Bij de laatste census in 2007 had de gemeente ruim 25 duizend inwoners.

## Geografie

### Bestuurlijke indeling
Makato is onderverdeeld in de volgende 18 barangays:
| - Agbalogo - Aglucay - Alibagon - Bagong Barrio - Baybay - Cabatanga - Cajilo - Calangcang - Calimbajan | - Castillo - Cayangwan - Dumga - Libang - Mantiguib - Poblacion - Tibiawan - Tina - Tugas |

## Demografie
Makato had bij de census van 2007 een inwoneraantal van 25.043 mensen. Dit zijn 2.266 mensen (9,9%) meer dan bij de vorige census van 2000. De gemiddelde jaarlijkse groei komt daarmee uit op 1,32%, hetgeen lager is dan het landelijk jaarlijks gemiddelde over deze periode (2,04%).